# Landesnaturschutzgesetz (Nordrhein-Westfalen)
Das Gesetz zum Schutz der Natur in Nordrhein-Westfalen kurz Landesnaturschutzgesetz (LNatSchG NRW), bis 2016 Gesetz zur Sicherung des Naturhaushalts und zur Entwicklung der Landschaft, kurz Landschaftsgesetz – LG, ist ein Landesgesetz in Nordrhein-Westfalen. Es dient insbesondere dem Naturschutz und der Landschaftsplanung. Es stammt vom 15. August 1994 (GV. NRW, S. 710). Seit dem 15. Juni 2000 gilt die Neufassung vom 21. Juli 2000 (GV. NRW, S. 568), es wurde umbenannt und neugefasst neu gefasst durch Artikel 1 des Gesetzes vom 15. November 2016 (GV. NRW. S. 934).